# Olaran (Cegama)
Olaran es una entidad de población española del municipio de Cegama, perteneciente a la provincia de Guipúzcoa, en la comunidad autónoma del País Vasco. En 2022, tenía empadronados diecisiete habitantes.